# Sportif par amour
Pour les articles homonymes, voir Collège.
Pour plus de détails, voir Fiche technique et Distribution.

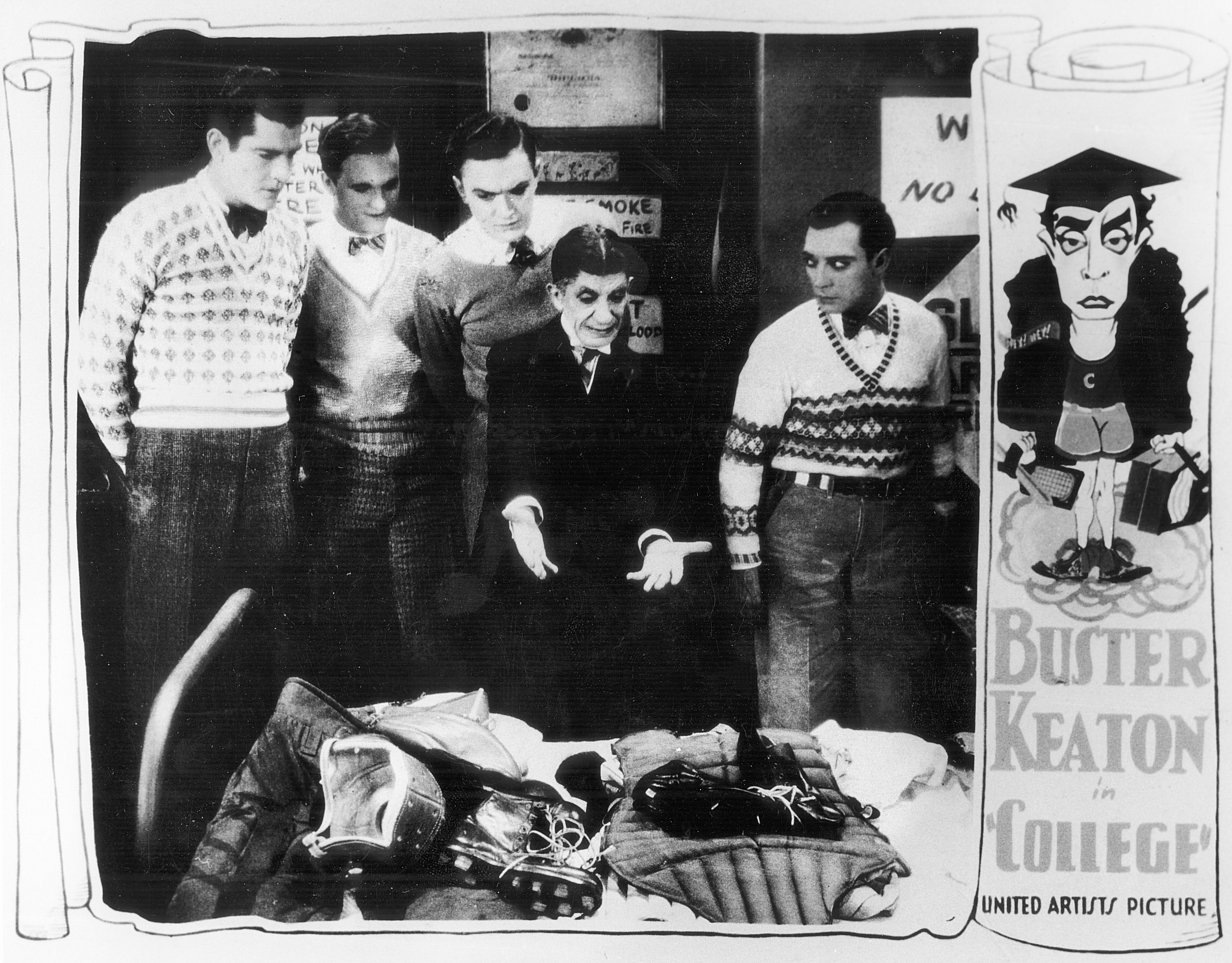
Affiche promotionnelle du film

Sportif par amour (College) est un film muet américain réalisé par James W. Horne avec Buster Keaton, sorti en 1927.

## Synopsis
« Sur les côtes ensoleillés du Pacifique, là où terre et eau se rejoignent - - La Californie. »

Par amour pour une jeune fille, un jeune intellectuel qui méprise le sport s'essaye à toutes les disciplines de l'athlétisme ainsi qu'au baseball.
Grâce à l'intervention du doyen du college, il participe comme barreur à la course annuelle d'aviron alors que son rival en amour tente de faire renvoyer sa bien-aimée.
Ayant gagné la course, le « gringalet » court à la rescousse de sa belle, prouvant  par la même qu'il est un athlète complet.
Les amoureux finissent par se marier et vivent heureux jusqu'à leur mort.

## Fiche technique
- Titre : Sportif par amour
- Titre original : College
- Réalisation : James W. Horne et Buster Keaton (non crédité)
- Scénario : Carl Harbaugh et Bryan Foy
- Photographie : Devereaux Jennings et Bert Haines
- Montage : Sherman Kell
- Direction technique : Fred Gabourie
- Production : Joseph M. Schenck
- Société de production : Buster Keaton Comedies
- Société de distribution : United Artists Corporation
- Pays de production :  États-Unis
- Format : noir et blanc - 1,37:1 - Format 35 mm
- Langue : film muet, intertitres anglais
- Genre : comédie
- Durée : six bobines / 66 minutes
- Date de sortie :
  - États-Unis : 10 septembre 1927

## Distribution
Telle que présentée dans le générique :
- Anne Cornwall : la fille (Mary Haines)
- Flora Bramley : son amie
- Harold Goodwin : un rival (Jeff Brown)
- Snitz Edwards : le doyen Edwards
- Carl Harbaugh : l'entraîneur d'aviron
- Sam Crawford : l'entraîneur de baseball
- Florence Turner : une mère (celle de Ronald)
- Buster Keaton : un fils (Ronald)

Acteurs non crédités
- Grant Withers : un ami de Jeff
- Buddy Mason : un ami de Jeff